# L'inferno dei vivi (album)
L'inferno dei vivi è il secondo album in studio del chitarrista inglese naturalizzato italiano Richard Philip Henry John Benson, pubblicato il 16 giugno 2015 dalla INRI.

## Descrizione
Si tratta del primo album in studio di Benson pubblicato a distanza di 16 anni da Madre tortura ed è stato anticipato dai singoli I nani e l'omonimo L'inferno dei vivi, pubblicati per il download digitale il 13 aprile e il 1º giugno 2015. L'album è stato presentato in anteprima dallo stesso Benson presso la Discoteca Laziale di Roma il 15 giugno 2015.
In un'intervista, Benson ha dichiarato che tutti i brani contenuti nell'album sono stati registrati al primo tentativo, ad esclusione di Sangue, per il quale sono stati necessari tre tentativi.
Il disco, che mescola tematiche tra religione, satanismo e teologia in maniera talvolta goliardica, è stato definito dai Tiromancino (che lo hanno prodotto) «un'opera rock che mescola metal, horror, rock parodistico e delirio».

## Tracce
Testi e musiche di Richard Philip Henry John Benson.
1. L'inferno dei vivi – 4:39
2. I nani – 3:51
3. Sangue – 3:25
4. Succhiavo olio di croce – 4:56
5. Malleus maleficarum – 3:24
6. De profundis – 3:33
7. Vi dovete spaventare – 5:29
8. Il sale di Satana – 3:17

## Formazione
Musicisti
- Richard Benson – voce, chitarra solista
- Ester Esposito Benson – voce aggiuntiva, cori
- Federico Zampaglione – chitarra ritmica, basso, tastiera, rhodes, percussioni, arrangiamento
- Francesco Zampaglione – tastiera, drum programming, campionatore, batteria, moog, arrangiamento
- Francesco Stoia – basso (traccia 3)
- Marco Pisanelli – percussioni (traccia 5), batteria (traccia 8)

Produzione
- Federico Zampaglione, Francesco Zampaglione – produzione, missaggio
- Fabrizio de Carolis – mastering
- Marco Pisanelli – copertina

## Classifiche
| Classifica (2015) | Posizione massima |
| ----------------- | ----------------- |
| Italia            | 39                |